# Extreme Dinosaurs
Extreme Dinosaurs ist eine US-amerikanische Zeichentrickserie aus dem Jahr 1997, abgeleitet von einer Figuren-Serie des Herstellers Mattel. Sie handelt von einem Quartett heldenhafter anthropomorpher Dinosaurier und ihren Gegnern, einem Trio bösartiger Raptors, Dromaeosaurier, jene mit dem Plan, die Weltherrschaft zu übernehmen. Das Ziel der bösen Dinosaurier ist es, eine globale Hitzewelle zu verursachen, die das Leben auf der Erde für Reptilien komfortabler machen soll. In Extreme Dinosaurs sind die prähistorischen Reptilien von einem außerirdischen Kriminellen so transformiert worden, dass sie eine anthropomorphe Form bekommen haben und ihre Intelligenz menschliches Niveau erreicht. Als weiterer Charakter wurde der weibliche außerirdische Offizier Chedra, eine Quadranierin, die zufällig in die Mitte des Geschehens gelangt ist, hinzugefügt. Die Extreme Dinosaurs und die Raptors hatten zuvor einige kleine Gastauftritte bei der Serie Street Sharks.

## Charaktere

### Extreme Dinosaurs
- T-Bone: Der Führer der Dinosaurier, T-Bone ist ein Tyrannosaurus rex. Er ist, einfach gesagt, der seriöseste der Gruppe. Während die Anderen meistens zerstreut sind von ihren eigenen Interessen, ist T-Bone immer konzentriert. Er sagt normalerweise immer den "SAURIERRUMMS" an, bei welchem alle Saurier auf den Boden stampfen und Erdbeben verursachen.

- Stegz: Technologiespezialist. Stegz ist ein Stegosaurus. Sein Angriff ist wie eine rollende Kreissäge.

- Bullzeye: Witze machender Pteranodon. Sein Schrei verursacht Ultraschallwellen.

- Spike: Kampfkunstexperte. Als Triceratops ist er bewaffnet mit einem harten Kopf, mit dem man fast alles zertrümmern kann. Er ist der stärkste der Truppe. Durch seine harten Hörner kann er auch massiven Stahl verbiegen.

- Hardrock: Schließt sich erst später in der Serie der Gruppe an. Hard Rock ist ein Ankylosaurus. In der Gruppe ist er der freundlichste, sehr gutherzig und verständnisvoll.

- Ridge: Ein trainierter Kampfsaurier vom Planeten Krat. Er taucht nur in einer Doppelfolge auf, in welcher er den Sauriern bei der Bekämpfung einer galaktischen Tyrannin hilft.

### Raptors
Die Feinde der Dinosaurier sind die Raptors, eine Bande von Dromaeosauriern.
- Bad Rap: Führer und Boss der Raptors, hat ein zahnspangenähnliches Gerät an seinen Mund angeschlossen. Sein Ziel ist, die Lebensbedingungen auf dem Planeten so zu verändern, dass sie dauerhaft dem Mesozoikum ähnelt. Er scheint zudem der einzige der Raptors zu sein der den Supersauriern körperlich Kontra bieten kann, die anderen beiden werden normalerweise relativ schnell zu Boden geschickt.

- Haxx: Der Dussel. Trotz mächtiger Waffen (Klingen am ausgetauschten Schwanz und an den Armen) mangels Intelligenz immer wieder der Stolperstein in den Plänen seiner Kumpane.

- Spittor: hatte Abfeuerungseinrichtungen für klebrige Säure an der Rückseite seiner Vorderarme und im Maul, sein Vorrat erschöpfte sich aber schon in der ersten Folge und er verbringt die anderen Folgen damit, einen Ersatz dafür zu finden. Sein "Gehirn" allerdings ist sehr erfahren und er ersinnt permanent interessante Pläne.

### Quadranier
- Chedra: Eine außerirdische weibliche Gesetzeshüterin, die auf der Erde gestrandet ist. Gefährtin der Extreme Dinosaurs. Hätte sie nicht blaue Haut und Haare, wäre sie fast menschlich. Chedra ist davon besessen, dem Gesetz Geltung zu verschaffen, und ist ohne das Gesetzbuch ihrer Kultur nicht vorstellbar, obwohl ihr Buch (wie T-Bone bemerkt) seit fünfundsechzig Millionen Jahren überholt ist. Chedra aber beharrt darauf, aus diesem zu zitieren und ihre neuen Freunde entsprechend zurechtzuweisen.

- Argor: Ein Krimineller auf der Flucht, der die Extreme Dinosaurs und die Raptors aus normalen Erdsauriern vor 65 Millionen Jahren erschuf. Er floh (dank einer Maschine, die er dann Bad Rap gab) in eine andere Dimension, als der Planet sich durch vulkanische Eruptionen veränderte.

### Menschen
- Porcupine McVells: Paläontologe und Besitzer eines privaten Dinosaurier-Museums. Er ist Überraschungen gewohnt und hat nichts dagegen, dass nun die hungrigen Extreme Dinosaurs bei ihm in seinem Refugium bleiben. Er leiht ihnen einen Kochtopf, den sie als Inkubator für ein derzeit noch nicht geschlüpftes Ei benutzen. Aus diesem schlüpft später Stegz's Haustier Strauß. Des Weiteren vermittelt er ihnen seine umfassenden Maschinenkenntnisse.

- Becky Scarwell: Eine diskrete Wissenschaftlerin, die die Mutationen und die Außerirdischen erforscht. Sie fing die Extreme Dinosaurs mehr als einmal und fand dabei heraus, wie intelligent diese eigentlich sind.

- Peter Benning: Ebenfalls ein skrupelloser Wissenschaftler, der jedoch weitaus weniger ernst zu nehmen ist.

- Prinz H: Ein Prinz von England, der manchmal den Extreme Dinosaurs in einigen Aufträgen hilft. Er bewahrt ihr Geheimnis auch.

## Synchronisation
| Rolle    | Englischer Sprecher | Deutscher Sprecher  |
| -------- | ------------------- | ------------------- |
| T-Bone   | Scott McNeil        | Rolf Berg           |
| Spike    | Cusse Mankuma       | Fabian Körner       |
| Stegz    | Sam Vincent         | Gregor Höppner      |
| Bullzeye | Jason Gray-Stanford | Karlheinz Tafel     |
| Hardrock | Blu Mankuma         |                     |
| Bad Rap  | Gary Chalk          | Volker Wolf         |
| Spittor  | Terry Klassen       | René Heinersdorff   |
| Haxx     | Lee Tockar          | Stephan Schleberger |
| Chedra   | Stevie Vallance     | Sabina Trooger      |